# 地獄の黙示録
『地獄の黙示録』（じごくのもくしろく、原題：Apocalypse Now）は、1979年のアメリカ合衆国の戦争映画。原作はジョゼフ・コンラッドの小説『闇の奥』。
監督はフランシス・フォード・コッポラで、出演はマーロン・ブランドとマーティン・シーンなど。物語の舞台を原作の19世紀後半のアフリカ・コンゴから20世紀後半のベトナム戦争に移した叙事詩的映画（エピックフィルム）。
スティーヴン・ジェイ・シュナイダーの『死ぬまでに観たい映画1001本』に掲載されている。

## 紹介
1979年度のカンヌ国際映画祭で最高賞であるパルム・ドールを獲得。アカデミー賞では作品賞を含む8部門でノミネートされ、そのうち撮影賞と音響賞を受賞した。それ以外にもゴールデングローブ賞の監督賞と助演男優賞、全米映画批評家協会賞の助演男優賞、英国アカデミー賞の監督賞と助演男優賞などを受賞している。
2019年4月28日、公開40周年を記念してトライベッカ映画祭において『地獄の黙示録 ファイナル・カット』（Apocalypse Now Final Cut）が上映された。このバージョンは同年8月15日にアメリカの劇場で一般公開され、8月27日にはホームメディアが発売された。
日本では1980年（昭和55年）2月16日から東京の有楽座で特別先行公開され、3月15日から全国公開が始まった。2001年には、コッポラ自身の再編集による『地獄の黙示録 特別完全版』が公開された。2020年2月28日に『地獄の黙示録 ファイナル・カット』が公開された。

## ストーリー
ベトナム戦争中の1969年、アメリカ陸軍特殊部隊（グリーンベレー）のウォルター・E・カーツ大佐は、上官の許可を得ずに北ベトナム軍、南ベトナム解放民族戦線（ベトコン）及びクメール・ルージュ軍に対して激しい戦闘を繰り広げていた。さらに彼はカンボジア東部の人里離れたジャングルの中の前哨基地を拠点として、米国軍、山岳民族軍、地元のクメール民兵部隊を指揮し、独立王国を築き、彼らに半神と崇められていた。
南ベトナム軍事援助司令部・研究監視団に所属する工作員ベンジャミン・L・ウィラード大尉は、ニャチャンにある第1野戦軍本部に呼び出される。ウィラードは、CIAによる要人暗殺の秘密作戦に従事してきた経験が豊富だったが、戦地を離れていると無聊にさいなまれ、酒に溺れる日々を送っていた。彼は、カーツがベトナム人4人を殺害した罪に問われていることや、前述の独立王国を築いていることを告げられた上で「カーツを殺し、その指揮を終了させる」よう命じられる。複雑な思いを抱きつつもウィラードは、フィリップス上等兵曹（チーフ）が指揮する米海軍の河川哨戒艇（以下、PBR）に乗員のランス、シェフ、クリーンと共に乗り込み、静かにヌング川を遡ってカーツの前哨基地を目指すことになる。
ヌング川の河口に到着する前に、ウィラードたちは「空の騎兵隊」と呼ばれている、精鋭の第1騎兵師団所属のビル・キルゴア中佐が指揮するヘリコプター強襲部隊である第9航空騎兵連隊第1大隊と合流し、川への安全な進入について討議する。キルゴアは、彼らの任務について通常のルートでは情報を受けていなかったので、最初は殆ど関心を持たなかった。しかし、ランスが有名なサーファーであることを知り、キルゴアは俄然、関心を持つようになる。自身も熱心なサーファーであるキルゴアは、ベトコンが支配するヌング川の河口の先まで彼らを護衛することに同意する。夜明けにヘリコプター部隊は拡声器で「ワルキューレの騎行」を流しながらロケット弾や機銃掃射でベトコンの拠点を攻撃し、キルゴアの要請によって近接航空支援に飛来したアメリカ空軍のF-5編隊がナパーム弾でベトコンが潜む森林地帯を焼き払っていく。
新たに制圧した砂浜で一緒にサーフィンするようランスを説得しようとするキルゴアから逃れ、ウィラードは乗員たちを促してPBRに乗り込み、任務を続行する。途中で燃料を供給するために米軍基地に立ち寄ったところ、その夜プレイメイトによる慰安活動が行われるが、兵士たちが余りにも興奮したことから中止される。
燃料を供給し基地を出発したウィラードたち。彼は自分がPBRの指揮官であると考えていたが、艇長であるチーフはウィラードの任務よりも通常のパトロールを優先するため、緊張が高まる。ゆっくりと川を遡上する中、ウィラードは、自分の任務は重要であり、いかなる困難に遭遇しようとも遂行する必要があると説得するために、チーフに命令の一部を明らかにする。ウィラードはカーツの関連書類を読み、カーツが大佐より上への昇進の見込みのない特殊部隊への入隊のために国防総省での上級の任務から離れたことに衝撃を受ける。
到着したド・ラン橋の米陸軍の前哨基地で、ウィラードとランスは上流の状況に関する情報を求め、公用郵便物と私用郵便物が入った行嚢を受け取る。その前哨基地での指揮官を見つけることが出来なかったウィラードは艇長に遡上の続行を命じる。ウィラードは行嚢に入っていた文書を読み、嘗て、南ベトナム軍事援助司令部・研究監視団の別の工作員である特殊部隊大尉リチャード・コルビーがウィラードと同じ任務に起用され、その後カーツ側に寝返ったことを知る。
橋の上流に遡った頃、ボートは突然敵襲を受ける。ランスがLSDの影響下で発煙手榴弾を作動させたことから、敵の砲火を浴びることとなり、クリーンが戦死してしまう。ウィラードたちは彼の死を嘆きつつも、その先にあったフランス人のプランテーションに立ち寄ってクリーンを埋葬する。更に上流では、山岳民が投げた槍でチーフが串刺しにされ、死亡してしまう。
ウィラードは、今やPBRの艇長となったシェフに自分の任務を明かす。そしてPBRは遂にカーツの前哨基地に到着する。そこは山岳民で溢れかえり、犠牲者の遺体が散乱するクメール寺院であった。ウィラード、シェフ、ランスはアメリカ人フォトジャーナリストに迎えられる。その男はカーツの天才性を称賛しており、彼が言うにはカーツは仲間と共に山奥へと入っていったとのことだった。また彼らは殆ど緊張病に罹っているコルビーにも遭遇する。ウィラードはランスと共にカーツを探し始め、シェフは2人が戻らない場合は前哨基地への空爆要請を発出するよう指示される。
カーツの宮殿の前で山岳民に捕らえられたウィラードは縛られてカーツの前に連れて行かれ、竹籠に監禁される。さらにカーツが現れ、シェフの生首をウィラードの膝の上に落とす。シェフはカーツの放った刺客によって殺害されていた。そしてしばらくしたのちウィラードは逃げると射殺すると警告されながらも竹籠から解放される。自由になったウィラードは暗殺を決行しようとするも、それには至らなかった。
カーツはベトコンの冷酷さを称賛しながら、自分自身が目の当たりにした地獄を語り「地獄を知らないものに私を殺す資格はない」と告げる。カーツは自分の家族について話し、自分が死んだ後、自分のことを息子に話して欲しいとウィラードに頼む。そして「必要な軍事行動は果断に、無慈悲に、怯むことなくやりとげなければならない」「もし私が殺される運命にあるのであれば、君がやってくれ」と告げる。それを聞いたウィラードは、カーツは裏切り者ではなく、誇り高い軍人としての死を望んでいることを悟る。
その夜、山岳民が水牛を生贄に捧げる儀式を行うが、その隙に乗じてウィラードはカーツになたで襲い掛かる。カーツは一切の抵抗をすることなく致命傷を受け、「恐怖だ」と言い残し、息を引き取る。ウィラードが外に出ると、そこには山岳民たちが彼を待ち構えていた。そこにいた全員が、カーツの書いた文書一式を抱えて立ち去るウィラードを見て、彼に頭を下げる。ウィラードはランスを見つけてPBRに連れ戻し、軍からの無線連絡を無視しつつ、カーツの前哨基地から離れて川を下って行く。ウィラードの頭には、まだカーツの最期の言葉が頭から離れず残っていた。

### 備考
作品序盤におけるウィラードの独白から、本作品は、ウィラードの任務での体験とカーツに纏わる物語を紡いだ構成となっている。

## キャスト
| 役名                             | 俳優                     | 日本語吹替   | 日本語吹替       | 日本語吹替 |
| 役名                             | 俳優                     | 日本テレビ版 | テレビ東京版     | 特別完全版 |
| -------------------------------- | ------------------------ | ------------ | ---------------- | ---------- |
| ウォルター・E・カーツ大佐        | マーロン・ブランド       | 石田太郎     | 石田太郎         | 石田太郎   |
| ビル・キルゴア中佐               | ロバート・デュヴァル     | 羽佐間道夫   | 小林修           | 菅生隆之   |
| ベンジャミン・L・ウィラード大尉  | マーティン・シーン       | 大出俊       | 堀勝之祐         | 堀内賢雄   |
| ジェイ・“シェフ”・ヒックス       | フレデリック・フォレスト | 池田勝       | 樋浦勉           | 内田直哉   |
| ランス・B・ジョンソン            | サム・ボトムズ           | 塩沢兼人     | 小滝進           | 辻谷耕史   |
| タイロン・“クリーン”・ミラー     | ラリー・フィッシュバーン | 田中和実     | 二又一成         | 小森創介   |
| ジョージ・“チーフ”・フィリップス | アルバート・ホール       | 玄田哲章     | 玄田哲章         | 山野井仁   |
| ルーカス大佐                     | ハリソン・フォード       | 家弓家正     | 谷口節           | 大川透     |
| 報道写真家                       | デニス・ホッパー         | あずさ欣平   | 富山敬           | 稲葉実     |
| コーマン将軍                     | G・D・スプラドリン       | 内田稔       | 筈見純           | 糸博       |
| CIAエージェント                  | ジェリー・ジーズマー     |              | 塚田正昭         | 中博史     |
| コルビー大尉                     | スコット・グレン         | 台詞なし     | 台詞なし         | 台詞なし   |
| マイク                           | ケリー・ロッサル         | 秋元羊介     | 小野健一         |            |
| 負傷兵                           | ロン・マックイーン       |              | 小滝進           | 上田陽司   |
| 配給係の軍曹                     | トム・メイソン           | 幹本雄之     | 登場シーンカット | 落合弘治   |
| キャリー                         | シンシア・ウッド         | 台詞なし     | 台詞なし         | 引田有美   |
| テリー                           | コリーン・キャンプ       | 幸田直子     | さとうあい       | 杉本ゆう   |
| サンドラ                         | リンダ・カーペンター     | 勝生真沙子   | 叶木翔子         | 引田有美   |
| ローチ                           | ハーブ・ライス           | 石丸博也     | 谷口節           | 斉藤次郎   |
| ジョニー                         | ジェリー・ロス           | 石丸博也     | 小室正幸         | 川村拓央   |
| ユベール・ド・マレ               | クリスチャン・マルカン   |              |                  | 金尾哲夫   |
| ロクサンヌ・サロー               | オーロール・クレマン     |              |                  | 高島雅羅   |
| パイロット                       | R・リー・アーメイ        | 小島敏彦     |                  |            |

- 日本テレビ版：『水曜ロードショー』「10周年記念特別企画 カンヌ映画祭'79グランプリ受賞超大作 地獄の黙示録」（初回放送1982年3月31日21:02-23:45)
  - 1984年6月3日テレビ朝日『日曜洋画劇場』（再放送21:00-23:24）
  - 演出：水本完、翻訳：大野隆一、選曲：河合直、効果：南部満治/大橋勝次、調整：兼子芳博、制作：ザック・プロモーション
  - その他キャスト：村松康雄、大森孝、稲葉実、小滝進、塩屋翼、千田光男、遠藤晴
- テレビ東京版：『木曜洋画劇場』（初回放送1989年4月6日20:03-22:48）2017年6月30日発売（KADOKAWA/角川書店）の劇場公開版に収録。（約142分）
  - 演出：蕨南勝之、翻訳：大野隆一、調整：遠西勝三、制作：ザック・プロモーション
  - その他キャスト：広瀬正志、幹本雄之、西村知道、沢木郁也、大山高男、竹口安芸子
- 特別完全版：2002年7月17日発売 VHS（ポニーキャニオン PXVH-30031）、2019年発売(KADOKAWA/角川)の特別完全版DVD・BDに収録。
  - 演出：安江誠、翻訳：松原桂子、調整：飯塚秀保、制作：グロービジョン
  - その他キャスト：星野充昭、斉藤瑞樹、山岸功、奥田啓人、新垣樽助

## スタッフ
- 監督：フランシス・フォード・コッポラ
- 製作：フランシス・フォード・コッポラ
- 脚本：ジョン・ミリアス/フランシス・フォード・コッポラ、（ナレーション）マイケル・ハー
- 音楽：カーマイン・コッポラ/フランシス・フォード・コッポラ
- 撮影：ヴィットリオ・ストラーロ
- 編集：リチャード・マークス/リサ・フラックマン/ジェラルド・B・グリーンバーグ/ウォルター・マーチ
- 提供：ゾエトロープ・スタジオ
- 配給：ユナイテッド・アーティスツ（1979年）/ミラマックス（2001年）
- 日本配給：日本ヘラルド映画

## 製作

### 背景
映画の原案は、1902年に出版されたジョゼフ・コンラッドの小説『闇の奥』（原題：Heart of Darkness ）である。当初は、1970年代初頭に、同じ南カリフォルニア大学の映画学科に在籍していたジョージ・ルーカスとジョン・ミリアスが共同で進めていた企画であった。
しかし、当時はベトナム戦争が行われていた最中であり、その企画は通らなかった。後にルーカスが『スター・ウォーズ』を製作するにあたり、作品の権利をフランシス・フォード・コッポラに譲り渡したのが始まりである。
コッポラは映画化にあたり、『闇の奥』以外にもさまざまな作品をモチーフにした。映画中でT・S・エリオットの『荒地』（原題：The Waste Land ）や『うつろな人間たち』（原題：The Hollow Men ）の一節が引用されていたり、ジェームズ・フレイザーの『金枝篇』（原題：The Golden Bough ）から「王殺し」や「犠牲牛の供儀」のシーンが採用 されるなど、黙示録的・神話的イメージが描かれている。この他、監督の妻エレノアの回想録によると、コッポラは撮影フィルム編集の合間、三島由紀夫の『豊饒の海』四部作を読み続けたという。
コッポラは、映画の製作初期段階から、音楽をシンセサイザーの第一人者である冨田勲に要請していた。しかし、契約の関係で実現には至らず、結局監督の父親であるカーマイン・コッポラが音楽を担当した。このあたりの事情は、『地獄の黙示録 特別完全版』 サウンドトラック盤のライナーノーツで、コッポラ自身が詳細に語っている。
2019年製作のドキュメンタリー「すばらしき映画音響の世界（Making Waves）」では冨田とのもう一つの接点が明かされた。製作期間中CD-4（4チャンネルステレオ）方式のLPレコード『惑星』を聴いたコッポラはこの盤を意識した音響製作を敢行。アカデミー録音賞を獲得している。サラウンド音声に1チャンネルを充てるドルビーステレオさえ一般的ではなかった当時は時代を先取りした取り組みで、映画館／家庭用ソフト両面の不足無い再生にはデジタル音声技術の発達を待たねばならなかった（本作のドルビーデジタル5.1ch音声収録レーザーディスク発売は1997年）。後年スカイウォーカー・サウンドで『地獄の黙示録』の音響スタッフだったランディ・トムの同僚となるゲイリー・ライドストロムは、1970年代映画音響に変革をもたらした作品として『地獄の黙示録』を挙げた。

### キャスティング

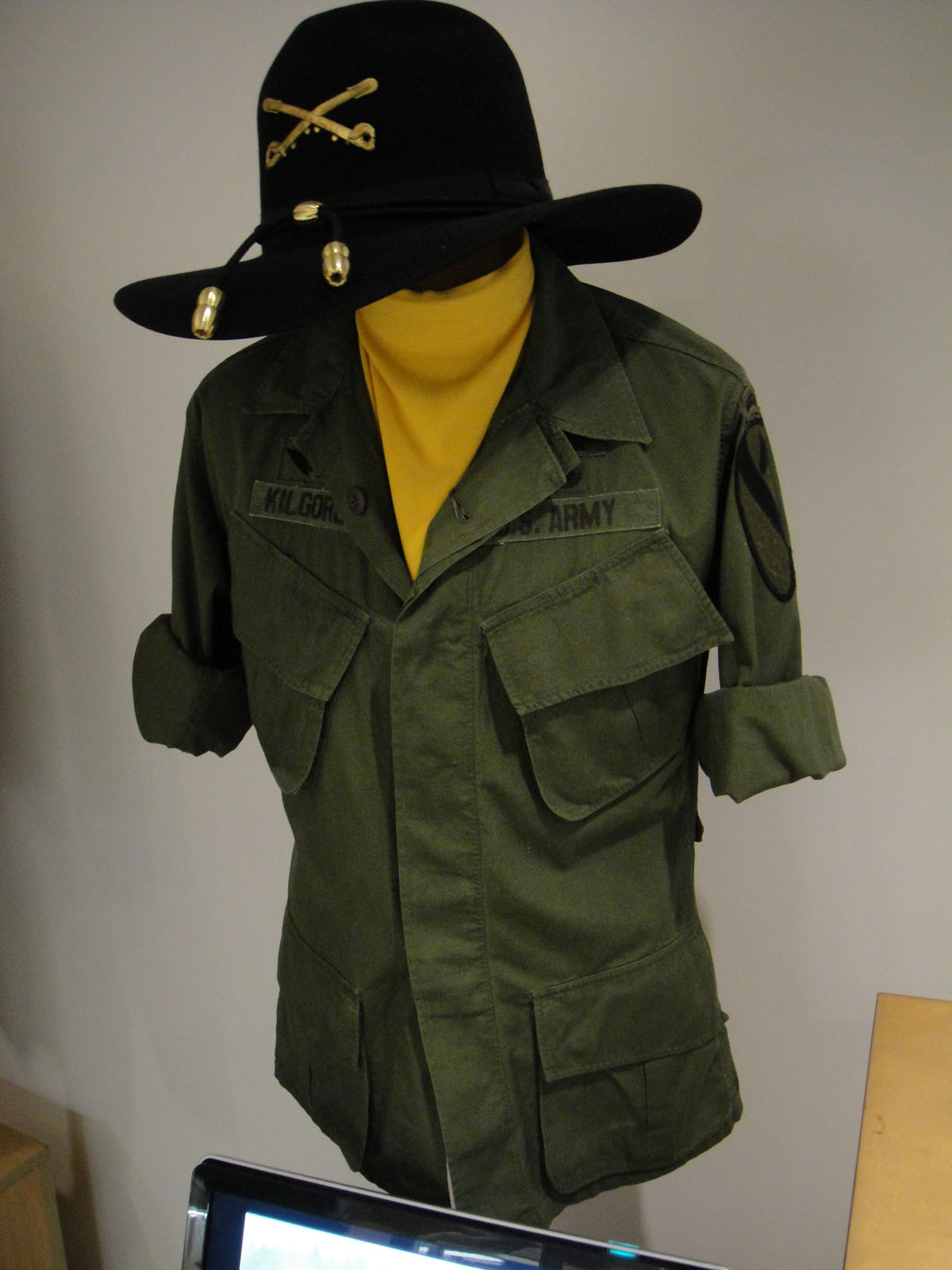
キルゴア中佐の衣装

ウィラード大尉は、当初ハーヴェイ・カイテルが演じる予定だったが、撮影開始2週間で契約のトラブルが原因で降板した。これ以降、カイテルはハリウッドを干され、インディペンデント映画中心に活躍することになる。その後、ハリソン・フォードの起用も検討されたが、『スター・ウォーズ』の撮影との関係により、最終的にマーティン・シーンに落ち着いた。なおフォード自身は、撮影の見学に来たときに端役として出演しており、そのときの役名は「G・ルーカス大佐」となっている。またG・D・スプラドリンが演じた将軍の役名は「R・コーマン中将」であり、各々ジョージ・ルーカス、ロジャー・コーマンに由来している。
報道班ディレクターとしてフランシス・フォード・コッポラが、報道班カメラマンとしてヴィットリオ・ストラーロがカメオ出演している。また第一騎兵師団がベトコンの拠点を襲う場面では、ヘリコプターの操縦手をベトナム戦争で従軍経験があるR・リー・アーメイが演じている。
「プレイメイト・オブ・ザ・イヤー」役は、実際の1974年プレイメイト・オブ・ザ・イヤーであるシンシア・ウッド、「ミス8月」役は実際の1976年8月プレイメイトであるリンダ・ビーティである。また、「ミス5月」役のコリーン・キャンプは、映画封切り後に1979年10月の『PLAYBOY』誌で写真を発表した。彼女らプレイメイトによる慰問公演の司会者は、1960年代からロック音楽のプロモーターとして活躍していたビル・グレアムが演じている。

### 撮影

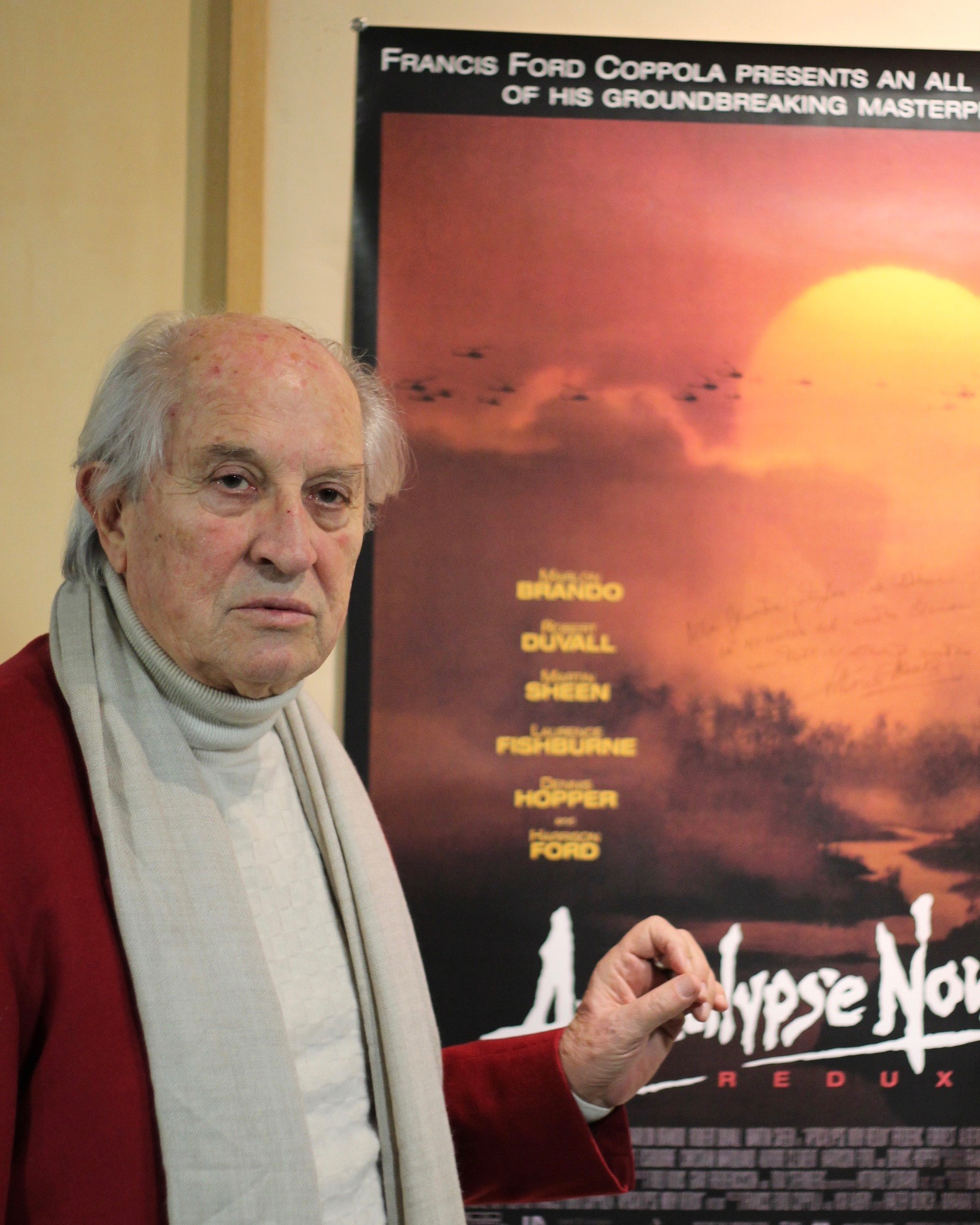
ヴィットリオ・ストラーロ

ロケは、当時アメリカ合衆国とベトナム社会主義共和国との国交がなかっため、フィリピン共和国の熱帯雨林で行われた。また、アメリカ合衆国軍の協力が得られなかったため、映画に登場するF-5戦闘機やUH-1ヘリコプターは、全てフィリピン軍の協力に拠った。しかし、当時のフィリピンは、フィリピン共産党ゲリラ「新人民軍」との内戦や南部イスラム教住民「モロ民族解放戦線」の反乱に直面していたため、実戦出動によって、ヘリコプターシーン撮影のスケジュールが乱れることもしばしばであった。
途中、フィリピンを襲った台風によりセットが全て崩壊したことも撮影スケジュールの遅延に影響した。この時の台風の模様は撮影され、ストーリー上急遽役割が与えられた。フランス人入植者たちのエピソードのように、莫大な費用と期間を掛けて細部まで拘りぬいた撮影が行われたものの、劇場公開版からは最終的に削除されてしまったシーンも数多く発生した。以上のような要因で、映画の撮影期間は予定を超えてどんどん延びていった。
コッポラは、キャスティング面でも多くの困難に対処する必要に迫られた。当初ウィラード大尉を演じる予定であったハーヴェイ・カイテルは、撮影開始2週間で降板し、新たに起用されたマーティン・シーンも、撮影途中の1977年3月5日に心臓麻痺で倒れ、一時生死の境をさまようほどの状態になってしまった。報道写真家役のデニス・ホッパーは、麻薬中毒でセリフが覚えられず、事あるごとにコッポラと衝突した。
出演者のサム・ボトムズによると、撮影中、麻薬中毒兵士の役づくりのため、実際にマリファナやLSDを使っていたという。すると次第にスタッフも使い始め、橋での撮影は夜間撮影だったので、興奮剤のスピードを使っていたという。
それ以外にも、主演のマーロン・ブランドが撮影当時極度に肥満していたため、物語の設定を一部変更する必要が生じたこともあった。また、ブランドは、キャスティングや脚本に対して自己中心的な主張をすることも多く（役作りにより体から強烈な臭いを発していたデニス・ホッパーと一緒に撮影されることを拒否した）、遂には監督であるコッポラが心労で倒れる事態にまで陥ってしまう。トラブルは以降も続いたため、ストーリーも大きく変更され、後に脚本担当のジョン・ミリアスが不快感を表明するに至る。
マーティンは、拳で鏡台を叩き割るシーンで、切傷を負って流血した。これは、台本にない完全な事故であったが、本人がそのまま撮影を続行するようにスタッフを促し、本編においてドアーズの「ジ・エンド」がBGMとして流れる場面に使用された。

### 完成まで
制作発表時、ベトナム戦争やアメリカ及びアメリカ軍を批判的に扱った最初の映画として物議を醸したが、スケジュールの遅延やキャスティング面でのトラブル、コッポラの完璧主義によって、撮影と編集が異常に長引いてしまった。撮影は17週間の予定が61週間（1976年3月から1977年5月）にも延び、編集にも2年余りの時間が掛けられた。同様にベトナム戦争を題材にし、この映画の後から制作が始まった『ディア・ハンター』の方が先に公開されたほどである。
撮影終了後の1978年1月、制作会社のゾエトロープ社は作家のマイケル・ハーに電話し、ハーの『ディスパッチズ』（1977年）に基づいたナレーションを書いてもらうよう依頼した。ハーは、自著に書かれた言葉など「まったく使い物にならない」と答え、それからコッポラと共に1年かけて最終稿を完成させた。
映画の完成が遅れるに伴って、映画の制作費も当初の予定を大幅に上回る結果となった。最初の予算は1200万ドル（当時の日本円で約35億円）だったが、実際に掛かったのは3100万ドル（約90億円）だった。そのうち、1600万ドル（約46億円）は、ユナイテッド・アーティスツ社が全米配給権と引きかえに出資したが、残りはこの映画を自分の思いのままに作りたかったコッポラが自分で出した。資金の一部は、日本の配給元でもある日本ヘラルドから支援されたともいわれる。
コッポラの妻エレノア・コッポラは、後に撮影手記『ノーツ - コッポラの黙示録』を出版した。また、彼女が撮影の舞台裏を撮影したビデオや録音テープにスタッフ、キャストへのインタビューを加えたドキュメンタリー映画『ハート・オブ・ダークネス コッポラの黙示録』（原題：Hearts of Darkness: A Filmmaker's Apocalypse）が1991年11月に公開された。当時の制作現場が、いかに「戦場」のようであったかが窺える記録映画となっている。

## 公開
北米で一般公開されたのは同年の8月15日である。映画製作中には様々な困難があったにもかかわらず、公開後全世界で大ヒットを記録し、巨額の制作費を無事回収することが出来た。1979年のカンヌ国際映画祭で未完成のまま出品され、『ブリキの太鼓』と共に映画祭の最高賞に相当するパルム・ドールを獲得した。授賞式の会場では、審査委員会の判断を批判するブーイングもあったという。批評家たちからは映画の内容を巡って様々な評価が下された（詳細は後述）。

### 特別完全版
2001年には、53分の未公開シーンが追加された『地獄の黙示録 特別完全版』（原題：Apocalypse Now Redux ）が公開された。この特別完全版では、台風により不時着したヘリコプターと、それに乗っていたプレイメイト達の幕間劇、フランス人入植者たちとの交流のエピソードなども復元された。解説的なナレーションが増えたわけでは無いが、全体的にアメリカ合衆国の偽善や欺瞞を告発するような場面が増え、初公開版とは大きく印象が異なるものとなった。例えばフランス人入植者たちとの会食の席で、ウィラードが「ベトコンを創り出したのはアメリカ人」とその由来を知らされ、愕然とするシーンなどである。
特別完全版のプレミアは初公開時同様、カンヌ国際映画祭で行われた。特別完全版の公開に時を同じくして、アメリカ合衆国はターリバーン勢力の殲滅を名目に、アフガニスタン侵攻を開始。ターリバーンの母体となったムジャーヒディーンを、冷戦中にアメリカ合衆国が支援していたといった事情を考慮し、日本の配給会社によって「コッポラは『地獄の黙示録』でアメリカ同時多発テロ事件を予見していた」という根拠のない内容の宣伝もされた。
なお、特別完全版の日本版予告編でのキャッチコピーは「これはコッポラが産んだ生きものだ」「本物にして最後の映画。アメリカ映画史上最高の傑作。」「戦争。アメリカ。」である。

## 評価
『地獄の黙示録』は、公開直後から映画に対する賛否両論が噴出した。映画評論家たちの間では、「ストーリーもあるようでないようなものである」「戦争の狂気を上手く演出できている」「前半は満点だが後半は0点」など、意見が分かれがちな映画である。作品としての質は別にして、批評家たちは「泥沼のベトナム戦争がアメリカ人に与えた心の闇を、衝撃的な映像として残した怪作である」と結論付けた。また、立花隆は、ギリシャ神話を隠喩的に織り込んでいると述べた。
公開当時、70ミリ版で3回、35ミリ版で1回見たという村上春樹は、評論『同時代としてのアメリカ』の中で次のように述べている。「『地獄の黙示録』という映画はいわば巨大なプライヴェート・フィルムであるというのが僕の評価である。大がかりで、おそろしくこみいった映画ではあるが、よく眺めてみればそのレンジは極めて狭く、ソリッドである。極言するなら、この70ミリ超大作映画は、学生が何人か集まってシナリオを練り、素人の役者を使って低予算で作りあげた16ミリ映画と根本的には何ひとつ変りないように思えるのだ」
映画の冒頭は、ドアーズの「ジ・エンド」をBGMに、ベトナム戦争を象徴する兵器であるナパーム弾が全てを焼き払うかのような映像シーンである。そして、ウィラードがカーツ殺しに至るシーンで流れているのも、やはり「ジ・エンド」である。この他にも、キルゴア中佐率いる部隊がワーグナーの「ワルキューレの騎行」をオープンリールで鳴らしながら、9機の武装したUH-1ヘリが、南ベトナム解放民族戦線の拠点であるベトナムの村落を攻撃していくシーンなど、さまざまな意味で話題となったシーンは多い。また、既存の文学作品や映画作品からモチーフを借りた場面も多く、これらのシーンについて、多様な解釈が公開当時から行われていた。
映画中では、アメリカ側におけるベトナム戦争のいい加減さを強調し、歴代アメリカ合衆国大統領（ジョン・F・ケネディとリンドン・B・ジョンソン）により拡大した、ベトナム戦争に対するアメリカ合衆国連邦政府への批判がみられる。例えば、サーフィンをするためにベトナムの村落を焼き払うヘリ部隊の指揮官、指揮官不在で戦闘をする部隊といった描写である。上記のように、本作品は、ベトナム戦争の暴力や狂気を強調し、アメリカ合衆国のベトナム戦争への加担を暗に批判したという点で評価される面がある。その反面、戦争の暴力や狂気をテーマとしながら、それらを視覚的に美しく描くことに成功しているという評価もなされている。
公開当時は否定的な意見も多かったが、現在ではアメリカ映画史上重要な地位を占める作品であると概ね肯定的に評価されている。1998年にアメリカン・フィルム・インスティチュートが選んだ『アメリカ映画ベスト100』中第28位、2007年に更新された『アメリカ映画ベスト100（10周年エディション）』中第30位にランクインした。2000年にはアメリカ国立フィルム登録簿に登録された。IMDbによる人気投票でも上位にランクインされている。また、キルゴア中佐の台詞である「朝のナパーム弾の臭いは格別だ」（I love the smell of napalm, in the morning.）は、AFIによる『アメリカ映画の名セリフベスト100』中第12位に選ばれている。

### 主な受賞
- 1979年度（第52回）アカデミー賞

撮影賞：ヴィットリオ・ストラーロ
音響賞：ウォルター・マーチ/マーク・バーガー/リチャード・ベグス/ナット・ボクサー/
（作品賞/助演男優賞/監督賞/脚色賞/美術賞/編集賞でノミネート）
- 1979年度（第37回）ゴールデングローブ賞

監督賞：フランシス・フォード・コッポラ
助演男優賞：ロバート・デュヴァル
作曲賞：カーマイン・コッポラ、フランシス・フォード・コッポラ
- 1979年度（第14回）全米映画批評家協会賞

助演男優賞：フレデリック・フォレスト（『ローズ』に対しても）
- 1979年度（第33回）英国アカデミー賞

監督賞：フランシス・フォード・コッポラ
助演男優賞：ロバート・デュヴァル
- 1979年度（第32回）カンヌ国際映画祭

パルム・ドール：フランシス・フォード・コッポラ
国際映画批評家連盟賞：フランシス・フォード・コッポラ

## エピソード
- 映画の公開前に長谷川和彦（映画監督）がコッポラにインタビューしている。長谷川が「この映画のテーマは何だ」と質問したら、コッポラは「撮っていて途中で分からなくなった」と答えたという[16]。萩原健一は「さんざんお金を使った挙句に監督自身がテーマが分からなくなっただなんて、お前は馬鹿かと一瞬思ったが、よく考えてみるとコッポラは、それくらい難しいものに挑戦していたんだな。これは腹のでかい男だと思い直した」と話している[16]。
- 撮影のストラーロ、編集のマークスは本作を「オペラである」と語っている[17]。
- 日本では発売元がジェネオン・ユニバーサルに移った2011年以後、特別完全版と合わせて収録されるようになった1979年版では、エンドクレジットを削除し、スタッフ・キャスト表は印刷物で対応するようになった。これはコッポラの意向とされる。
- 2015年8月14日および2016年4月1日にNHK BSプレミアムで本作が放映された際には、本編では特別完全版のマスターを1979年版と同等になるよう編集し、エンドクレジットは爆破シークエンスの無い特別完全版の映像（Redux＝特別完全版のロゴが表示された）を音楽無しで編成。エンドクレジットの無い1979年版も踏まえた特異な形態が採られた。
- 1980年に制作されたイタリア・スペイン合作映画『地獄の謝肉祭』（原題:Apocalypse domani（明日の黙示録））は本作の設定を借りたホラー映画で、ベトナム帰還兵が主人公となっている。
- 1980年に制作された近畿日本鉄道の喫煙マナー啓発ポスターは、本作の告知ポスターのパロディとなっており、タイトルをもじって「地獄のモク時刻」と記されている。
- 2003年の映画『クレヨンしんちゃん 嵐を呼ぶ 栄光のヤキニクロード』にキルゴア中佐をモデルとしたパロディキャラクターが登場している。